# 猿田站
猿田站（日语：／ Saruda eki */?）是位於千葉縣銚子市猿田町，屬於東日本旅客鐵道（JR東日本）的總武本線車站。

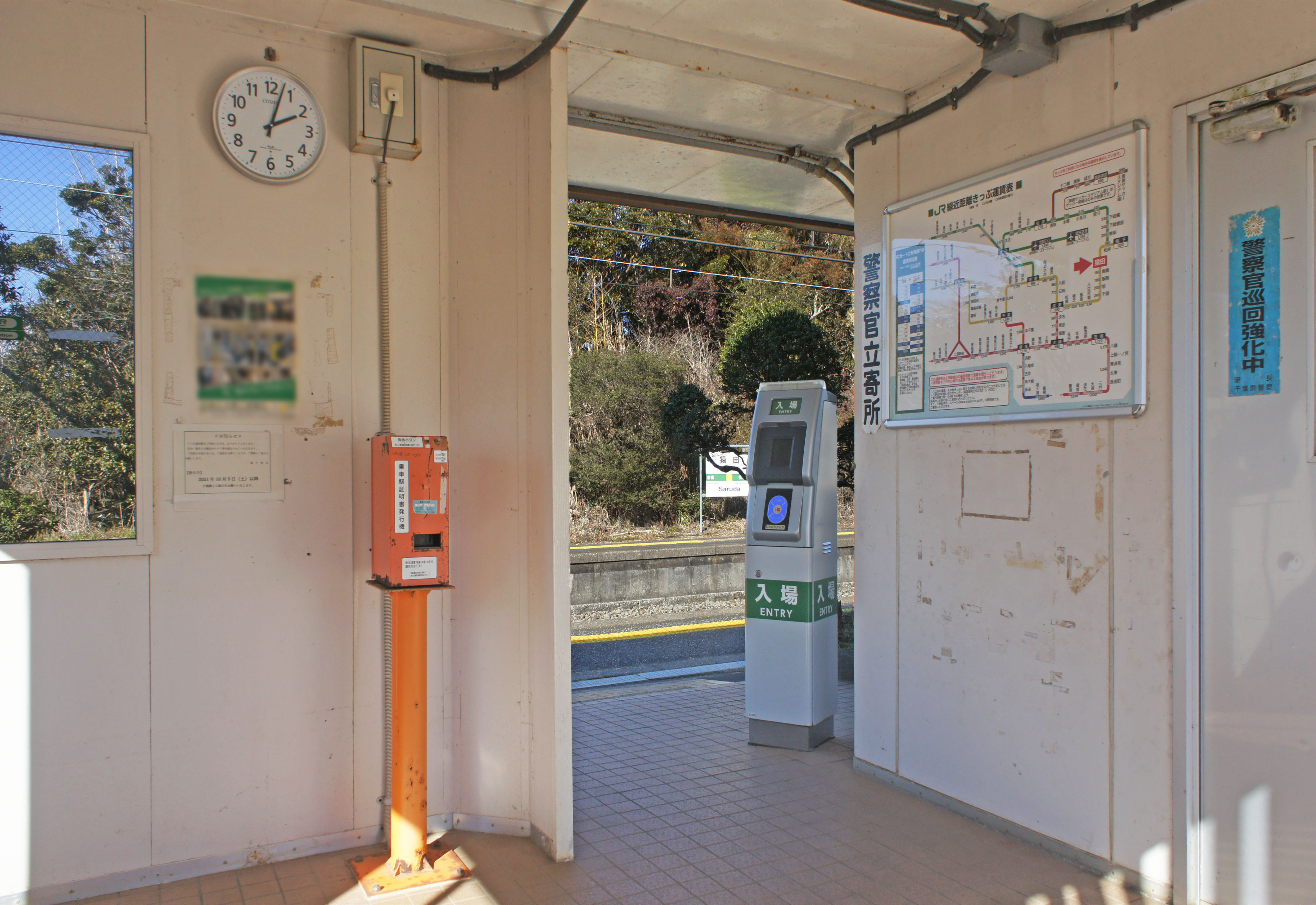
驗票口（2022年2月）

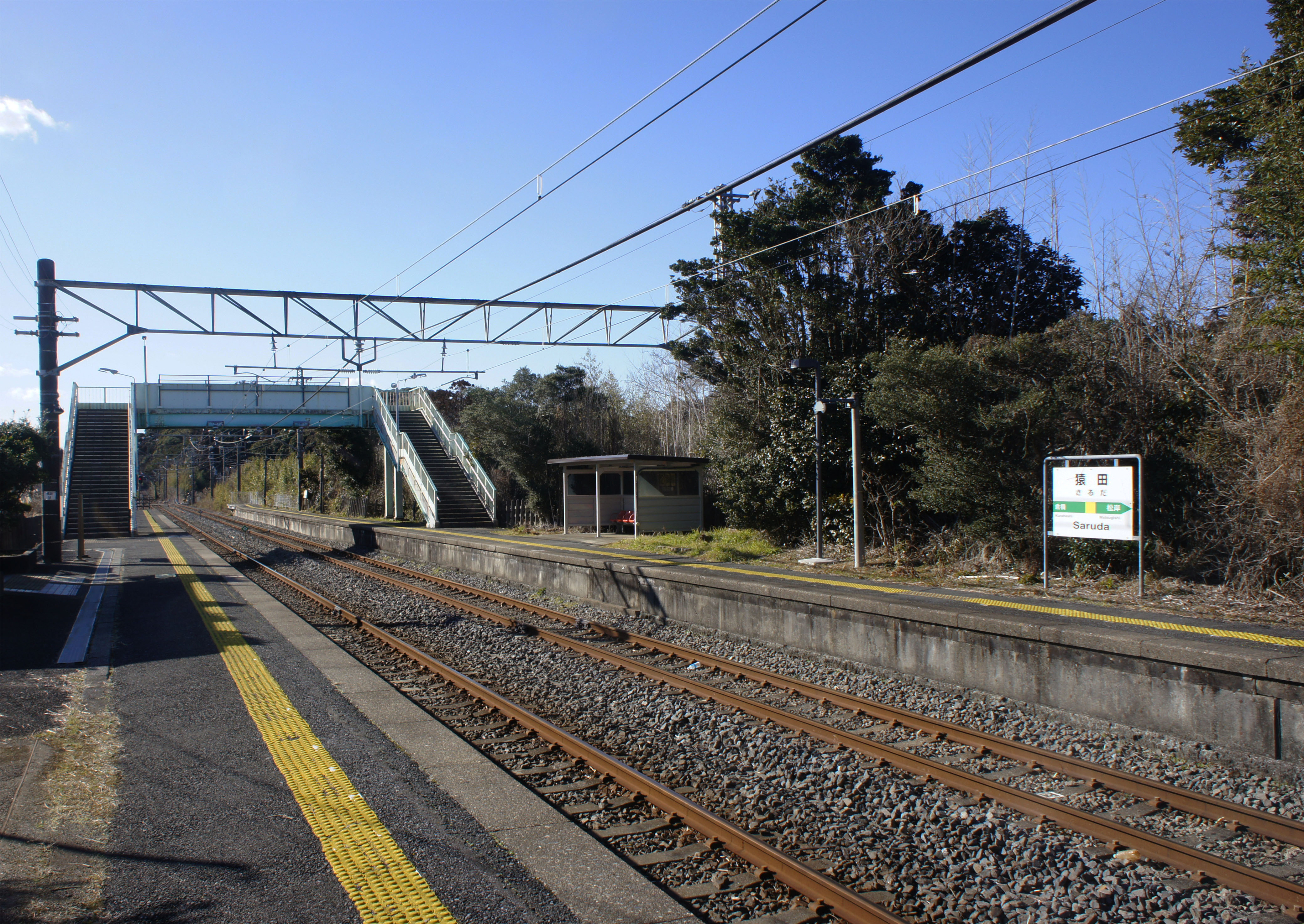
月台（2022年2月）

## 歷史
- 1898年（明治31年）1月25日：總武鐵道（第一代）車站啟用[1]。
- 1907年（明治40年）9月1日：總武鐵道被國有化（日语：鉄道国有法），成為帝國鐵道廳車站[1]。
- 1962年（昭和37年）10月1日：結束貨物起卸業務。
- 1974年（昭和49年）3月15日：成為無人車站[2]。
- 1987年（昭和62年）4月1日：伴隨國鐵分割民營化，車站由東日本旅客鐵道（JR東日本）營運[1]。
- 2007年（平成19年）1月：車站大樓部分位置翻新。
- 2009年（平成21年）3月14日：此站開始使用IC卡「Suica」[3]。成為東京近郊區間範圍內[3]。

## 車站構造
此站是地面車站，設有2面2線的相對式月台。月台沒有提升高度，兩月台靠近倉橋一方之間透過跨線橋連接。此站是由銚子站管理的無人車站，站內設有乘車站證明票發行機和簡易Suica閘機。

### 月台
| 月台 | 路線      | 上下行 | 方向         |
| ---- | --------- | ------ | ------------ |
| 1    | ■總武本線 | 上行   | 旭、成東方向 |
| 2    | ■總武本線 | 下行   | 銚子方面     |

參考
- 月台可容納8卡車廂。

## 使用狀況
在2006年（平成18年）度1日平均乘車人次為240人，以下為乘車人次變化列表：
| 乘車人次變化       | 乘車人次變化     | 乘車人次變化 |
| 年度               | 1日平均 乘車人次 | 參考資料     |
| ------------------ | ---------------- | ------------ |
| 1990年（平成02年） | 285              | [ * 1 ]      |
| 1991年（平成03年） | 290              | [ * 2 ]      |
| 1992年（平成04年） | 275              | [ * 3 ]      |
| 1993年（平成05年） | 266              | [ * 4 ]      |
| 1994年（平成06年） | 271              | [ * 5 ]      |
| 1995年（平成07年） | 296              | [ * 6 ]      |
| 1996年（平成08年） | 306              | [ * 7 ]      |
| 1997年（平成09年） | 309              | [ * 8 ]      |
| 1998年（平成10年） | 310              | [ * 9 ]      |
| 1999年（平成11年） | 287              | [ * 10 ]     |
| 2000年（平成12年） | 265              | [ * 11 ]     |
| 2001年（平成13年） | 256              | [ * 12 ]     |
| 2002年（平成14年） | 281              | [ * 13 ]     |
| 2003年（平成15年） | 280              | [ * 14 ]     |
| 2004年（平成16年） | 277              | [ * 15 ]     |
| 2005年（平成17年） | 247              | [ * 16 ]     |
| 2006年（平成18年） | 240              | [ * 17 ]     |

## 車站周邊

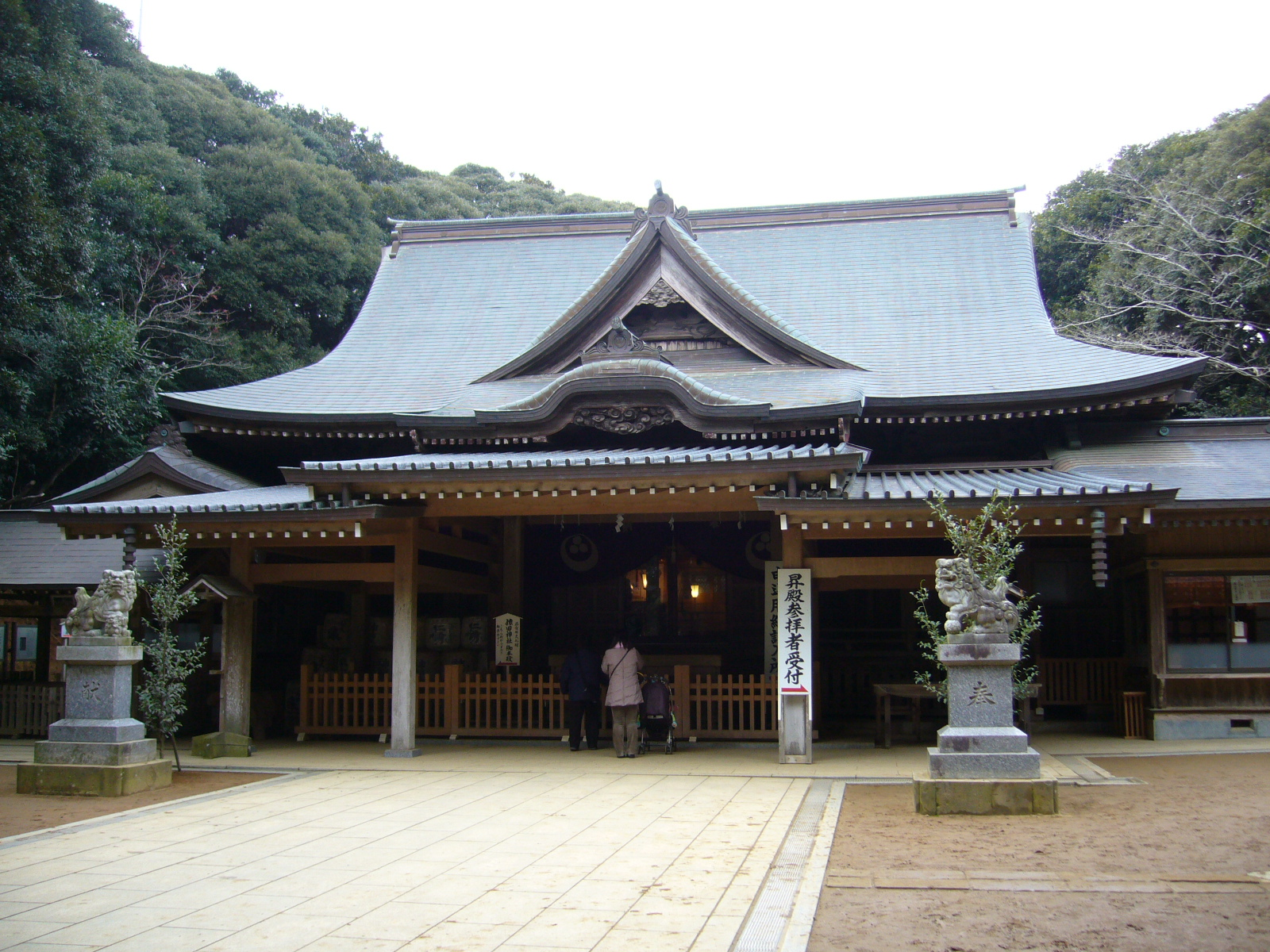
猿田神社

站前設有迴旋路，在中央設有花壇。站內設有指示前往猿田神社的資訊板。在東北約3公里設有椎柴站（成田線），在西方約1公里處是旭市的邊界。
- 千葉縣道71號銚子旭線（日语：千葉県道71号銚子旭線）
- 千葉縣道211號飯岡猿田停車場線（日语：千葉県道211号飯岡猿田停車場線）
- 猿田神社（日语：猿田神社）
- 銚子市立銚子高等學校（日语：銚子市立銚子高等学校）野尻校舍（舊銚子市立銚子西高等學校）蹟
- 防衛裝備廳電子裝備研究所飯岡分所
- 壽銚子體育場
- 白石水壩
- 高爾夫廣場72

## 相鄰車站
東日本旅客鐵道（JR東日本）
■總武本線
倉橋－猿田－松岸

## 注腳

### 使用狀況
1. ↑  千葉縣統計年鑑 （页面存档备份，存于）（日語） - 千葉縣
2. ↑  銚子市統計書 （页面存档备份，存于）（日語） - 銚子市

千葉縣統計年鑑
1. ↑  千葉縣統計年鑑（平成3年） （页面存档备份，存于）（日語）
2. ↑  千葉縣統計年鑑（平成4年） （页面存档备份，存于）（日語）
3. ↑  千葉縣統計年鑑（平成5年） （页面存档备份，存于）（日語）
4. ↑  千葉縣統計年鑑（平成6年） （页面存档备份，存于）（日語）
5. ↑  千葉縣統計年鑑（平成7年） （页面存档备份，存于）（日語）
6. ↑  千葉縣統計年鑑（平成8年） （页面存档备份，存于）（日語）
7. ↑  千葉縣統計年鑑（平成9年） （页面存档备份，存于）（日語）
8. ↑  千葉縣統計年鑑（平成10年） （页面存档备份，存于）（日語）
9. ↑  千葉縣統計年鑑（平成11年） （页面存档备份，存于）（日語）
10. ↑  千葉縣統計年鑑（平成12年） （页面存档备份，存于）（日語）
11. ↑  千葉縣統計年鑑（平成13年） （页面存档备份，存于）（日語）
12. ↑  千葉縣統計年鑑（平成14年） （页面存档备份，存于）（日語）
13. ↑  千葉縣統計年鑑（平成15年） （页面存档备份，存于）（日語）
14. ↑  千葉縣統計年鑑（平成16年） （页面存档备份，存于）（日語）
15. ↑  千葉縣統計年鑑（平成17年） （页面存档备份，存于）（日語）
16. ↑  千葉縣統計年鑑（平成18年） （页面存档备份，存于）（日語）
17. ↑  千葉縣統計年鑑（平成19年） （页面存档备份，存于）（日語）

## 外部連結
- 車站資訊（猿田）：東日本旅客鐵道（日語）